# François Stockmans
Pour les articles homonymes, voir Stockman.
François Stockmans (né à Ixelles, le 13 septembre 1904 et mort à Uccle, le 7 avril 1986) est un paléobotaniste et biographe belge, professeur à l'Université libre de Bruxelles.

## Œuvres
- François Stockmans, Les Neuroptéridées des Bassins Houillers Belges (Première Partie), Bruxelles, Musée royal d'histoire naturelle de Belgique, 1933, 61 p.
- Armand Renier, François Stockmans, Félix Demanet et Victor Van Straelen, Flore et faune houillères de la Belgique : Introduction à l'étude paléontologique du terrain houiller, Bruxelles, Musée Royal d'Histoire Naturelle de Belgique, 1938, 317 p.
- F.F. Mathieu et François Stockmans, La stratigraphie du bassin houiller de Kaiping ( Chine ) ; La Flore paléozoigue du bassin houiller de kaiping (Chine), Bruxelles, Musée royal d'histoire naturelle de Belgique, 1939, 164 p.
- F.F. Mathieu et François Stockmans, Contribution à la connaissance de la stratigraphie et de la tectonique du Jurassique à couches de houille dans la Chine septentrionale . Contributionà la flore jurassique de la chine septentrionale, Bruxelles, Musée Royal d'Histoire Naturelle de Belgique, 1941, 67 p.
- François Stockmans, Roger Vanhoorne et Constant Vanden Berghen, Étude botanique du gisement de tourbe de la région de Pervijze (plaine maritime belge), Bruxelles, Institut royal des sciences naturelles de Belgique, 1954, 144 p.
- François Stockmans, Initiation à la Paléobotanique stratigraphique de la Belgique et notions connexes : Guide de la salle des végétaux fossiles, Bruxelles, Les Naturalistes belges, Institut royal des sciences naturelles de Belgique, 1960, 222 p.
- François Stockmans, « Jean Massart 1865-1925 », dans Florilège des Sciences en Belgique pendant le XIXe siècle et le début du XXe, Bruxelles, Académie Royale des Sciences, des Lettres et des Beaux-Arts de Belgique. Classe des Sciences, 1968, p. 705-726